# Pau Llinàs
Pau Llinàs (Barcelona, 1680 -1749) fou compositor i mestre de capella a l'església de Sant Just i Pastor i a Santa Maria del Pi.

## Biografia
A principis del segle XVIII Pau Llinàs va incorporar-se a la capella de l'església de Sant Just i Pastor de Barcelona. Al 17 de febrer de 1706 va substituir a Onofre Avinyó al magisteri de la Basílica de Sant Just i Pastor. Tres anys més tard, Llinàs va dimitir. No es conserva cap obra seva durant la seva estància degut a la pèrdua del fons musical de l'església.
Pau Llinàs va ser deixeble de Benet Buscarons, mestre de capella de Santa Maria del Pi, qui va influenciar de manera significativa la carrera del compositor. El 21 de maig de 1709, Buscarons va jubilar-se i li va oferir el seu càrrec a Llinàs. En juny del mateix any, el compositor va ser admès provisionalment amb una petita remuneració. L'any 1711 Llinàs es va presentar a les oposicions de mestre de capella d'aquesta mateixa església quan Buscarons va morir; ell va destacar en front dels altres 4 oponents (Jaume Casellas, Francesc Ordeig, Josep Fortó i José Picañol). El resultat oficial de les oposicions es va anunciar el 2 de setembre de 1711 i va ser molt bon valorat per part del jurat (Francesc Valls, Jaume Serra, Tomàs Milans i Godayol i Francesc Llussà); possiblement la seva relació amb Benet Buscarons va ser determinant en el seu accés.
Pau Llinàs va ser nomenat oficialment mestre de capella de Santa Maria del Pi el 8 de setembre de 1711, acceptant així el conveni establert el 9 de març de 1685, el qual feia referència a la condició “beneficiado ad nutum amovible” i al vincle entre la comunitat i la capella de música de l'església. El 4 de febrer de 1724, Llinàs va sol·licitar poder formar part de la comunitat i gaudir dels privilegis com a mestre de capella per tal de tenir la paraula dins de la comunitat i accés a la jubilació, al igual que Benet Buscarons, qui havia tingut aquests drets. No obstant, la seva sol·licitud va ser denegada.
Degut a la Guerra de Successió, es van realitzar esdeveniments determinats per a la societat religiosa barcelonina, en els quals, es va ver-hi implicada la comunitat de l'església de Santa Maria del Pi. A la inauguració del Convent de Santa Madrona dels pares caputxins (5 de juny de 1713) hi van intervenir els mestres de la capella de la catedral i del Pi: Francesc Valls i Pau Llinàs. Altre esdeveniment similar, el qual Llinàs va dirigir, va ser al convent de les germanes clarisses el 31 de desembre de 1732.
El 1737 es va celebrar un concurs a mestre a la seu de Barcelona per la jubilació de Josep Picanyol; Llinàs va renunciar a la seva participació com a jurat a causa de malaltia, això va ser una mostra de la seva edat avançada. El 3 de febrer de 1748 va tornar a fer la sol·licitud de la jubilació per la seva longevitat, però va tornar a ser denegada, ja que, no ho permetia el seu contracte com a beneficiat «ad nutum amobible».
En març de 1744, el compositor va sol·licitar els serveis de Joan Baptista Vidal, el qual va ser admès com a coadjutor el 30 de març del mateix any, però amb certes condicions, ja que, abans hi havia de ser ordenat prevere. Finalment, el 29 de juny de 1748 va ser signat el testament de Pau Llinàs i el 7 d'octubre de 1749 ell va morir; el 30 de novembre del mateix any es va dur a terme el seu enterrament. El seu successor a l'església de Santa Maria del Pi hi va ser Joan Baptista Vidal, qui ja hi havia exercit el càrrec de manera provisional.

## Obres
Les obres de Pau Llinàs es troben conservades en tres llocs diferents de Catalunya: a la Biblioteca Nacional de Catalunya (al catàleg de la Biblioteca Nacional de Catalunya, BNC), al Fons Musical de la Catedral de Girona (CatGi, a l'arxiu ADG) i al Fons Musical de la Parròquia de Santa Maria del Pi (SMPi). No es conserva cap obra de Pau Llinàs al Fons Musical de l'església de Sant Just i Pastor degut a que gran part de l'arxiu va ser cremat.
Es conserven 4 obres fetes durant la seva estància a Santa Maria del Pi: Gradual à quatro vozes con violines y trompas; Motet “Cenantibus illis”; Graduale Alleluya Michael Archangele, Magnificat a 5V; Misa á 6, á dos coros. Al Fons Musical de la Catedral de Barcelona es troba incompleta una cantata amb violins i flauta titulada O que humildad; un salm a dos cors de 6 i 4 V tituat Laudate Dominum. Al CatGi es poden trobar sis obres: quatre villancets i dos motets, la majoria és a 4V i amb acompanyament.
La música de Pau Llinàs correspon al llenguatge barroc tardà, per tant, empra un coneixement contrapuntístic lliure i busca l'equilibri tímbric. A més, per una part, les seves obres es caracteritzen per l'ús de melodies cantabiles d'influència italiana, pel domini dels recursos vocals, harmònics i instrumentals. Per altra part, demostra maestría en l'ús de diversos gèneres dins de la música sacra, com és en l'equilibri de les parts estructurals internes i la distribució de veus.